# Clusia
Ne pas confondre avec Clusia Haliday : un genre d'insectes diptères de la famille des Clusiidae
Genre
Classification phylogénétique
Synonymes
- Androstylium Miq.
- Cochlanthera Choisy
- Decaphalangium Melch.
- Havetia Kunth
- Havetiopsis Planch. & Triana
- Oedematopus Planch. & Triana
- Oxystemon Planch. & Triana
- Pilosperma Planch. & Triana
- Quapoya Aubl.
- Renggeria Meisn.
- Rengifa Poepp. & Endl.

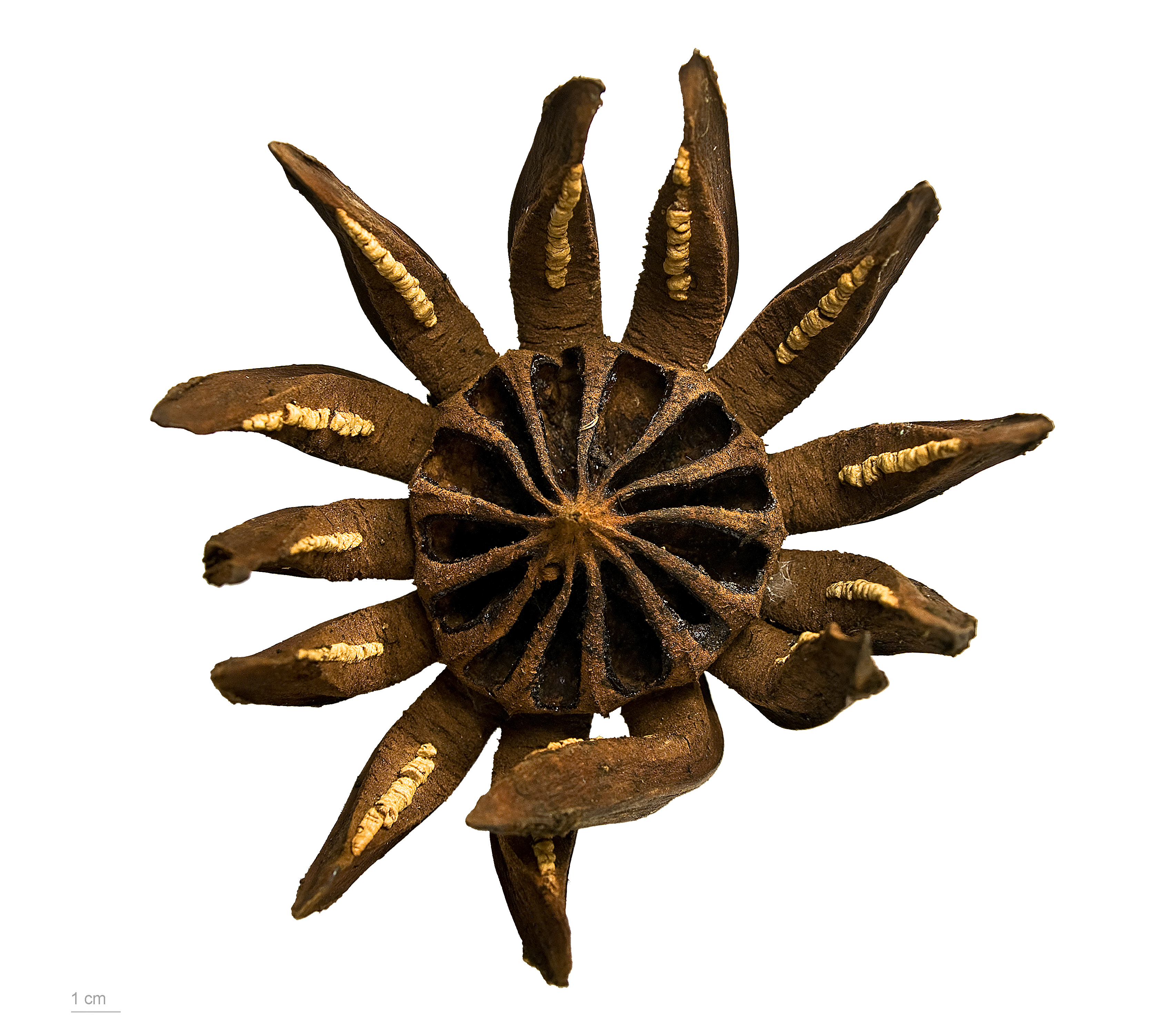
Clusia grandiflora au Muséum de Toulouse.

Clusia L., 1753 est un genre de plantes à fleurs dicotylédones de la famille des Clusiaceae.
L'espèce type est Clusia major L..
Il comprend de 140 à 150 espèces et est originaire d'Amérique tropicale et subtropicale.
Ses espèces sont des arbustes, des plantes grimpantes de petite à moyenne taille ou des arbres jusqu'à 20 m de haut, au feuillage persistant. Certaines commencent leur vie comme espèce épiphyte, naissant dans la crevasse d'un vieil arbre puis développant de longues racines qui descendent vers le sol et finissent par étouffer et tuer l'arbre hôte, d'une manière similaire aux figuiers étrangleurs.
Les feuilles sont subsessiles, cunéiformes à obovales, opposées, de 5 à 20 cm de long et 5 à 10 cm de large, avec une texture de cuir et une marge entière. Les fleurs sont de couleur blanche à blanc verdâtre, jaune ou rose, avec 4 à 9 pétales, nombreuses étamines en nombre variable, style nul. Le fruit est une grosse capsule, globuleuse, brun verdâtre, valvulaire, coriace, qui s'ouvre pour libérer 7 à 9 graines rouges, charnues.
Le genre a été nommé en l'honneur du botaniste Charles de L'Écluse (Carolus Clusius).

## Principales espèces
Selon ITIS (10 Aug 2010) :
- Clusia alba - Clusia à fleurs blanches
- Clusia arborea
- Clusia carinata
- Clusia clarendonensis
- Clusia clusioides
- Clusia croatii
- Clusia cupulata
- Clusia fluminensis
- Clusia guttifera
- Clusia lanceolata
- Clusia longipetiolata
- Clusia major
- Clusia mangle
- Clusia minutiflora
- Clusia osseocarpa
- Clusia palmicida
- Clusia panapanari (Aubl.) Choisy, 1824
- Clusia plurivalvis
- Clusia polystigma
- Clusia portlandiana
- Clusia pseudomangle
- Clusia rosea - Clusia à fleurs roses
- Clusia scandens (Aubl.) J.E.Nascim. & Bittrich, 2016
- Clusia skotaster
- Clusia tarmensis
- Clusia uvitana
- Clusia valerioi
- Clusia venosa - Clusia à feuilles veineuses

- Liste complète

## Liste d'espèces
Selon World Flora Online (WFO) (04 février 2022) :

Selon GBIF (04 février 2022) :

## Galerie

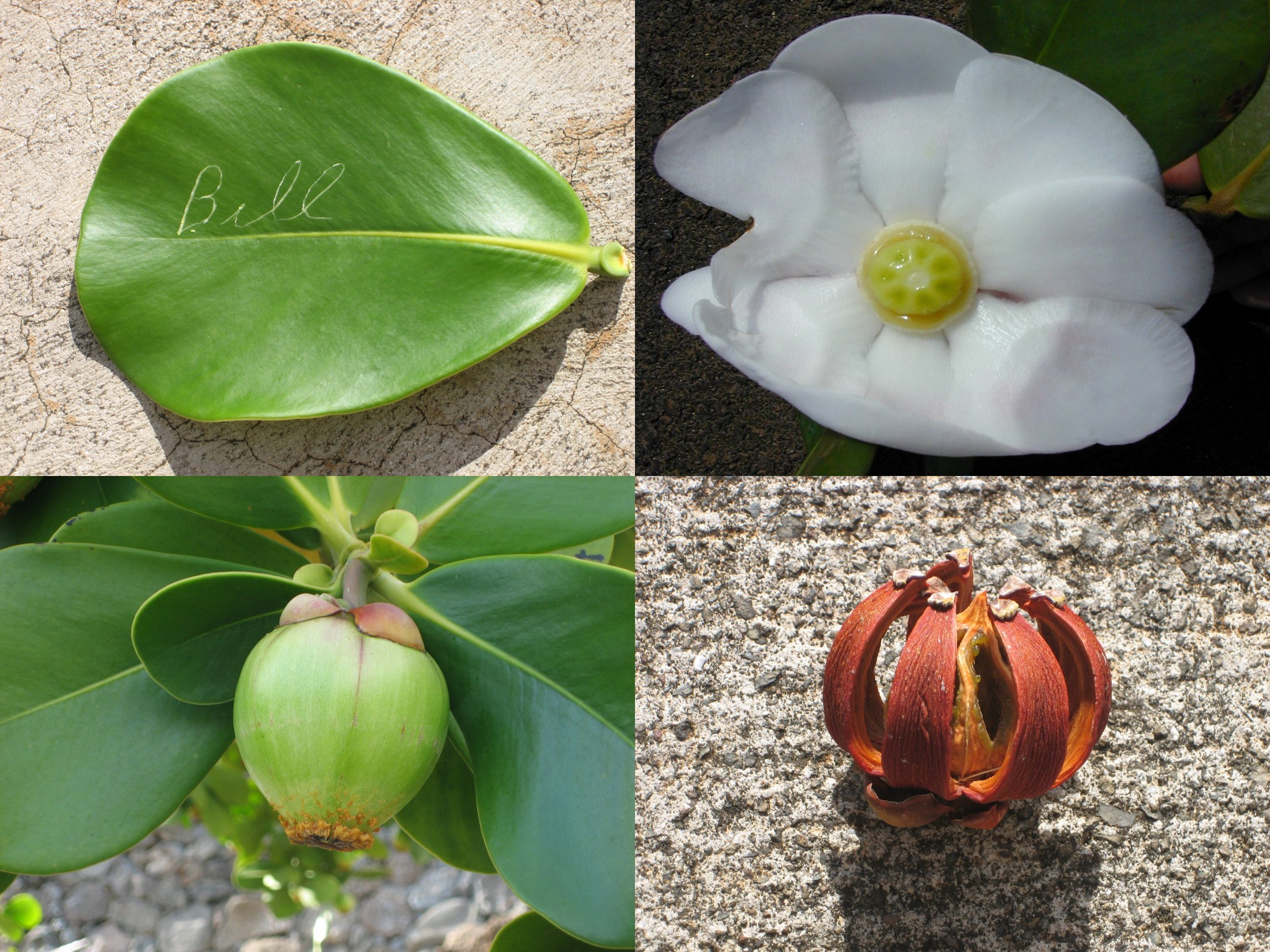
Feuille, fleur et fruits vert et mûr
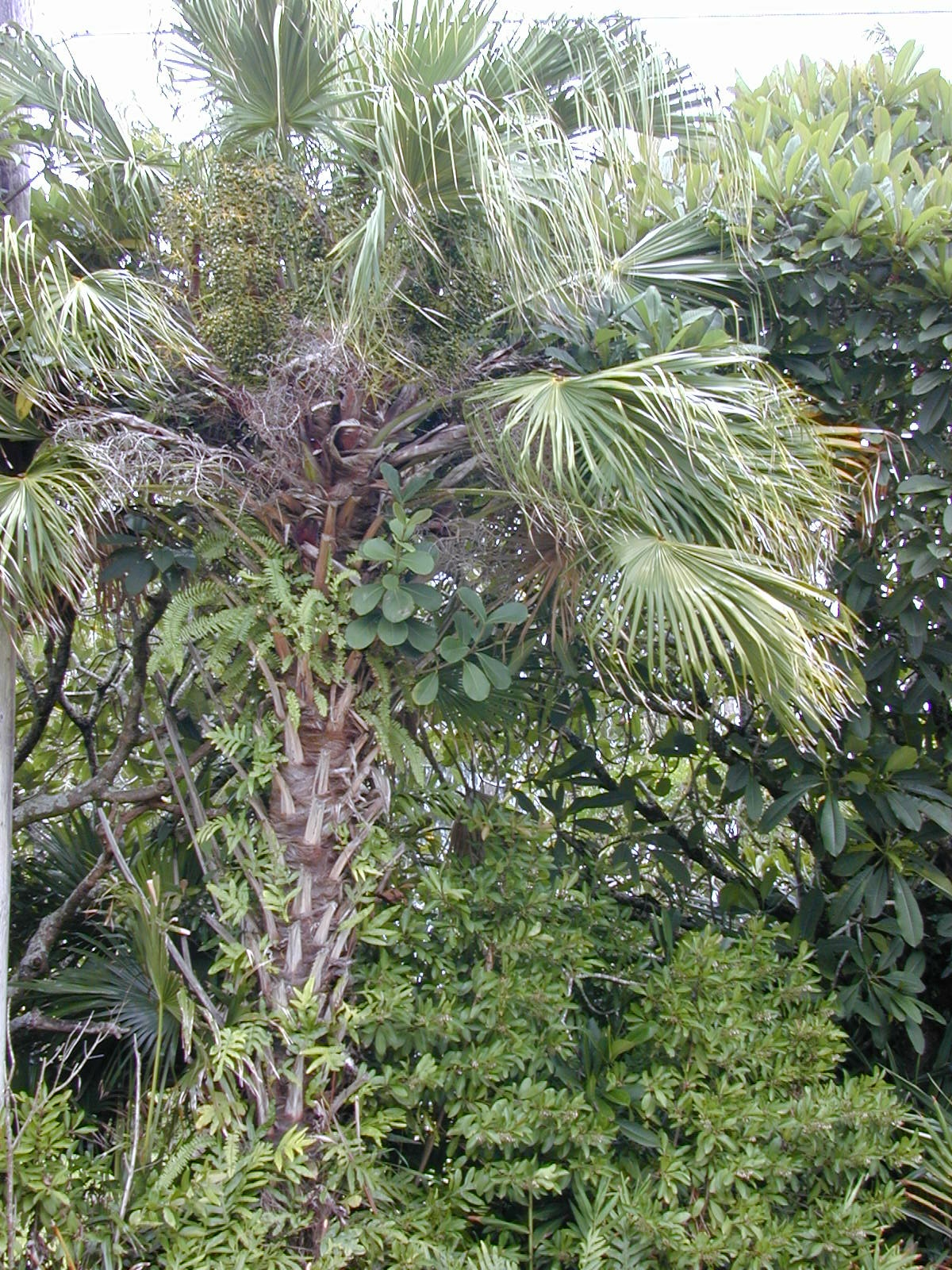
Clusia rosea sur Livistona chinensis
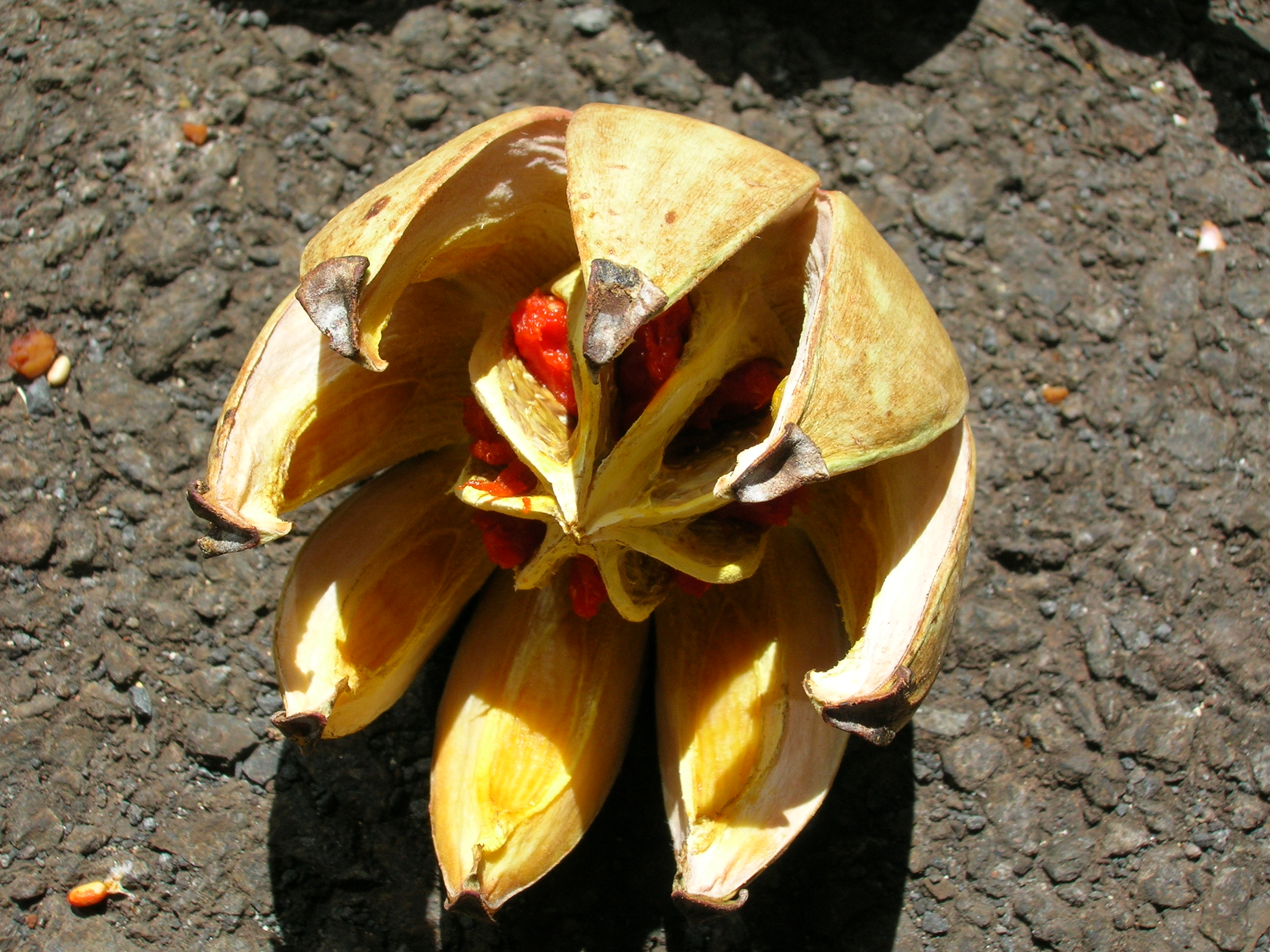
Fruit et graines
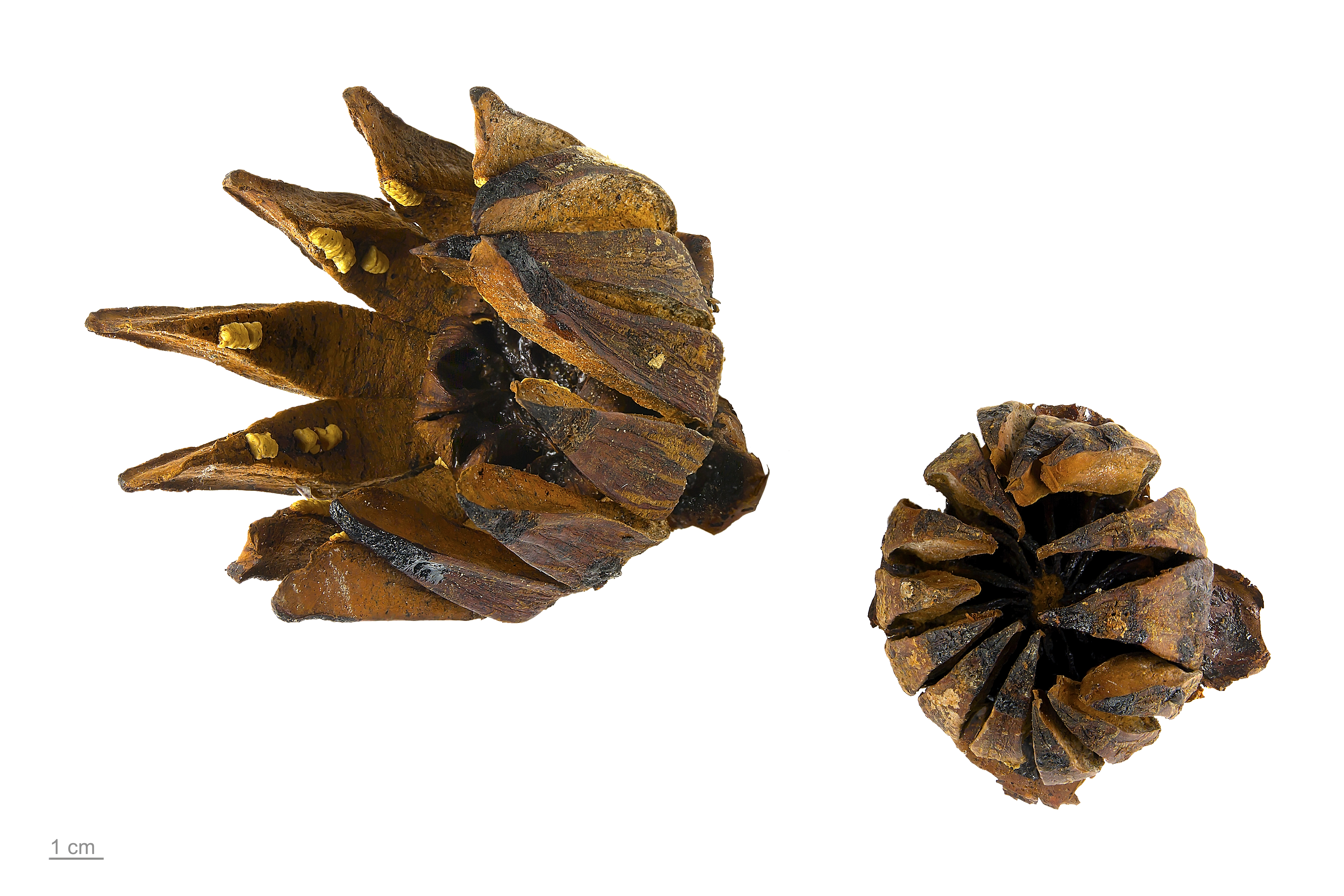
Clusia grandiflora - Muséum de Toulouse